# はまなす農業協同組合
はまなす農業協同組合（はまなすのうぎょうきょうどうくみあい、略称：JAはまなす、はまなす農協）は2010年3月まで存在し、青森県むつ市に本所を置いていた、本州最北の農業協同組合。
2010年4月1日をもって、上北地域3農協（(旧)十和田おいらせ・横浜町・八甲田）と共に新設合併した(新)十和田おいらせ農業協同組合の発足に伴って解散し、12年間の歴史に幕を下ろした。

## 沿革
- 1998年10月1日 - 下北地域の各農協が新設合併し、はまなす農業協同組合が発足。
- 2010年4月1日 - 当農協と(旧)十和田おいらせ・横浜町・八甲田の3農協と共に新設合併して(新)十和田おいらせ農業協同組合発足に伴い、解散。

## 事業区域
- むつ市及び下北郡一円

## 店舗
すべてむつ市
- 本所 - 横迎町一丁目11-35
- 川内支所 - 川内町川内176
- 脇野沢支所 - 脇野沢渡向315

## 主な作物
- コメ（下北産低アミロース米「ゆきのはな」）
- カボチャ
- イチゴ
- ダイコン
- レタス
- キャベツ
- タラノメ
- トマト
- 袰川地区黒毛和牛
- 厳選しもきた牛乳 など